# Tadeusz Lachowicz
Tadeusz Lachowicz (ur. 12 marca 1959 we Wrocławiu) – polski publicysta, dziennikarz, poeta, niezależny publicysta współpracujący z różnym wydawnictwami i czasopismami.

## Kariera
Absolwent Wydziału Filozoficzno-Historycznego Uniwersytetu Wrocławskiego (1986), kierunek: historia archiwalna. W 2003 ukończył Podyplomowe Studia Public Relations w Wyższej Szkole Humanistycznej we Wrocławiu. W 1981 związał się z niezależnym klubem literacko-publicystycznym Progress, w którym publikował wiersze, opowiadania i artykuły o charakterze społeczno-politycznym. Po wprowadzeniu stanu wojennego w Polsce (1981) związał się z wydawnictwami SDS (Solidarność Dolnego Śląska), działacz podziemnej „Solidarności”. W latach 2004–2005 był rzecznikiem prasowym NSZZ Solidarność 80. Od 1 maja 2009 r. jest prezesem Stowarzyszenia Wolne Media Przeciw Mafiokracji.
Przygotowuje materiały dotyczące życia politycznego, społecznego, kulturalnego i ekonomicznego.

## Publikacje
Artykuły Tadeusza Lachowicza zostały opublikowane między innymi w:
- „Dzienniku Polskim” (Londyn)
- „Gazecie Robotniczej”
- „Pomoście. Gazecie Polsko-Niemieckiej” (redaktor naczelny)
- „Kurierze. Tygodniku Południowo-Zachodnim”
- „Piaście”
- „Forum Polskim” (zastępca redaktora naczelnego)

i innych.

## Osiągnięcia
- Laureat nagrody dziennikarzy niezależnych „Ostre Pióro” 2004
- Nagroda II stopnia Wolnych Mediów „Non Compromis” 2006